# Distretto di El Bouni
Il distretto di El Bouni è un distretto della provincia di Annaba, in Algeria.

## Comuni
Il distretto di El Bouni comprende 1 comune:
- El Bouni